# Víctor Lavallén
Víctor Luis Lavallén (Rosario, provincia de Santa Fe; 18 de diciembre de 1935) es un bandoneonista, director de orquesta, compositor y arreglador de tango argentino. Su trayectoria profesional se extiende desde la década de 1950 hasta la actualidad.
En noviembre de 2024 fue declarado “Personalidad Destacada para la Cultura” por la Legislatura de la Ciudad Autónoma de Buenos Aires en reconocimiento a su aporte sustancial al desarrollo del género.

## Biografía

### Primeros años
Nació el 18 de diciembre de 1935 en Rosario, en el seno de una familia de músicos. Durante su infancia estudió trompeta, pero a los ocho años su tío, el bandoneonista Héctor Chera, lo introdujo en el instrumento que definió su carrera. A los catorce años se trasladó a Buenos Aires, donde debutó en una agrupación dirigida por Eduardo Serrano en el teatro Picadilly. Tras un breve paso por dicha orquesta, continuó su formación con el bandoneonista Eladio Blanco, miembro de la orquesta de Juan D’Arienzo.

### Carrera profesional
- Primeras orquestas (1951-1958): entre 1951 y 1954 integró la orquesta de Miguel Caló, con la que realizó giras por Brasil y participó en grabaciones de piezas como En fa menor y El chamuyo. Durante ese período también trabajó con las formaciones de Ángel Domínguez, Miguel Nijensohn, Enrique Francini, Joaquín Do Reyes y Juan José Paz, acompañando a Elsa Rivas y a Atilio Stampone, entre otros.[2]
- Orquesta de Osvaldo Pugliese (1958-1968): en 1958 ingresó a la mítica orquesta de Osvaldo Pugliese, donde permaneció diez años como primer bandoneón, compositor y arreglador. Participó en la creación y difusión de arreglos para obras clásicas del repertorio pugliesiano, como Gallo ciego y El pañuelito.[2]
- Sexteto Tango (1968–1987): junto a Osvaldo Ruggiero, Julián Plaza, Emilio Balcarce, Oscar Herrero, Alcides Rossi y el cantor Jorge Maciel, fundó el Sexteto Tango. El conjunto, que combinó tradición e innovación, se mantuvo activo durante diecinueve años, realizando giras nacionales e internacionales.[2]
- Orquestas posteriores: tras su salida del Sexteto, formó parte de la Orquesta Municipal de Tango de la Ciudad de Buenos Aires, bajo la dirección de Carlos García y Raúl Garello, y de la Orquesta Color Tango. Asimismo, participó durante dieciocho años como músico y director en el espectáculo Forever Tango, que recorrió Estados Unidos y Canadá.[2]

En 2015 se estrenó el documental Típico Víctor, sobre la vida de este músico.

## Discografía
- Amanecer ciudadano (2007)
- Buenosaireando (2008)
- Atemporal (2015)
- De menor a mayor (2015)
- Comme il faut (2019), con Pablo Estigarribia y Horacio Cabarcos.